# Manuel Pío López Estrada
Manuel Pío López Estrada (nacido en Jojutla, México en 1891 y fallecido en 1971) fue el VI Obispo de la entonces Diócesis de Veracruz, posteriormente 1.er Arzobispo de la Arquidiócesis de Xalapa, Veracruz de 1939 a 1968.